# IMOIIMAX-Klasse
Die IMOIIMAX-Klasse ist eine Serie von 13 Produktentankern, die im Auftrag von Stena Bulk von Guangzhou Shipbuilding International, einer Werft im chinesischen Guangzhou, gebaut worden ist.

## Allgemeines
Die Schiffsklasse wurde 2012 in Auftrag gegeben und ist nach Angaben der Reederei eine Investition von 4 Mrd. SEK (etwa 380 Mio. Euro). Das innovative Design wurde in Zusammenarbeit von Stena Bulk, Stena Teknik und der Werft entwickelt. Jedes Schiff hat 18 Tanks mit einem Volumen von jeweils 3000 m³ und einer speziellen Beschichtung für die schnelle Reinigung. Dadurch können die Tanker verschiedene Produkte gleichzeitig transportieren und sich dem jeweiligen Markt flexibel anpassen.
Der Schiffstyp wurde später zum Typ IMOIIMeMAX weiterentwickelt.

## Schiffe
| Name              | IMO-Nr. | Baujahr | Heimathafen  |
| ----------------- | ------- | ------- | ------------ |
| Stena Impression  | 9667461 | 2015    | London       |
| Stena Image       | 9667473 | 2015    | Hellerup     |
| Stena Important   | 9667497 | 2015    | Hellerup     |
| Stena Imperative  | 9666077 | 2016    | Jacksonville |
| Stenaweco Impulse | 9666089 | 2016    | Hellerup     |
| Stena Imagination | 9685463 | 2016    | London       |
| Stena Immortal    | 9685475 | 2016    | London       |
| Stena Immaculate  | 9693018 | 2017    | Jacksonville |
| Stena Impeccable  | 9693020 | 2017    | Jacksonville |
| Stena Imperator   | 9667497 | 2017    | Hellerup     |
| Stena Imprimis    | 9797395 | 2017    | London       |
| Stena Impero      | 9797400 | 2018    | London       |

## Zwischenfälle

### Stena Impero

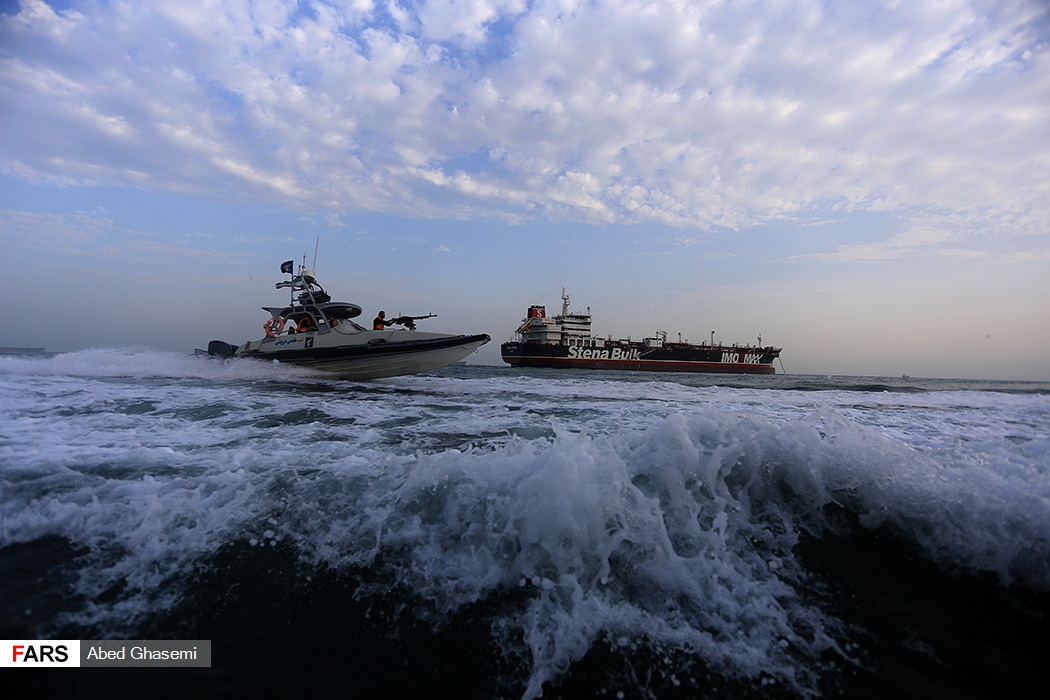
Die Stena Impero auf der Reede von Bandar Abbas, bewacht von einem Speedboot des Typs Boghammar (21. Juli 2019)

Im Verlauf der Spannungen im Golf von Oman 2019 wurde die Stena Impero am 19. Juli 2019 von Einheiten der Iranischen Revolutionsgarde in der Straße von Hormus aufgebracht und auf der Reede von Bandar Abbas mitsamt ihrer 23-köpfigen Schiffsbesatzung festgesetzt. Die iranischen Behörden erhoben gegen die Schiffsführer den Vorwurf, gegen internationale Schifffahrtsregeln verstoßen zu haben und mit einem Fischereifahrzeug kollidiert zu sein. Die Reederei und das Management bestritten die Vorwürfe. Bei den darauf folgenden Verhandlungen ging es vorrangig darum, den Besatzungsmitgliedern die Rückkehr zu ihren Familien zu ermöglichen. Zwischenzeitlich nahm die Reederei auch Kontakt zu den Regierungen der betroffenen Besatzungsnationalitäten auf. Am 25. August 2019 berichteten Medien, dass es Anzeichen für eine baldige Freilassung des Schiffes gäbe. Am 4. September 2019 kamen sieben aus Indien stammende Besatzungsmitglieder des Schiffes frei. Das Schiff wurde Ende September vom Iran freigegeben und verließ die iranischen Gewässer am Vormittag des 27. September 2019.

### Stena Immaculate
Am 10. März 2025 kollidierte das unter portugiesischer Flagge fahrende Containerschiff Solong (IMO-Nr. 9322554) in der Nordsee vor der Humbermündung mit dem unter US-Flagge fahrenden Tankschiff Stena Immaculate (IMO-Nr. 9693018), dabei gerieten beide Schiffe in Brand. Die mit Zielhafen Killingholme auf Reede liegende Stena Immaculate hatte rund 220.000 Barrel Kerosin für die US-Streitkräfte im Vereinigten Königreich geladen.